# Adrián (piłkarz)
Adrián, właśc. Adrián San Miguel del Castillo (ur. 3 stycznia 1987 w Sewilli) – hiszpański piłkarz, grający na pozycji bramkarza w hiszpańskim klubie Real Betis, którego jest wychowankiem.

## Kariera piłkarska
Adrián jest wychowankiem Realu Betis. Swoje pierwsze pięć sezonów w seniorskiej piłce spędził w rezerwach klubu. W przeszłości grał na pozycji napastnika, bądź też skrzydłowego, lecz w wieku 10 lat postanowił zmienić pozycję. 
Po przejściu do Betisu swoje pierwsze dwa sezony spędził w drużynie Betis C, a dalsze pięć w drugiej drużynie. W sezonie 2011/12 doznał poważnej kontuzji więzadeł krzyżowych, która wykluczyła go z gry na 5,5 miesiąca. 
29 września 2012 roku zadebiutował w La Lidze w meczu z Malagą. W dniu 24 listopada zagrał w zwycięskim meczu z Realem Madryt. W 31 rozegranych spotkaniach, jedenastokrotnie zachował czyste konto. Ponadto Betis zajął siódme miejsce w Primera Division i zakwalifikował się do rozgrywek europejskich.

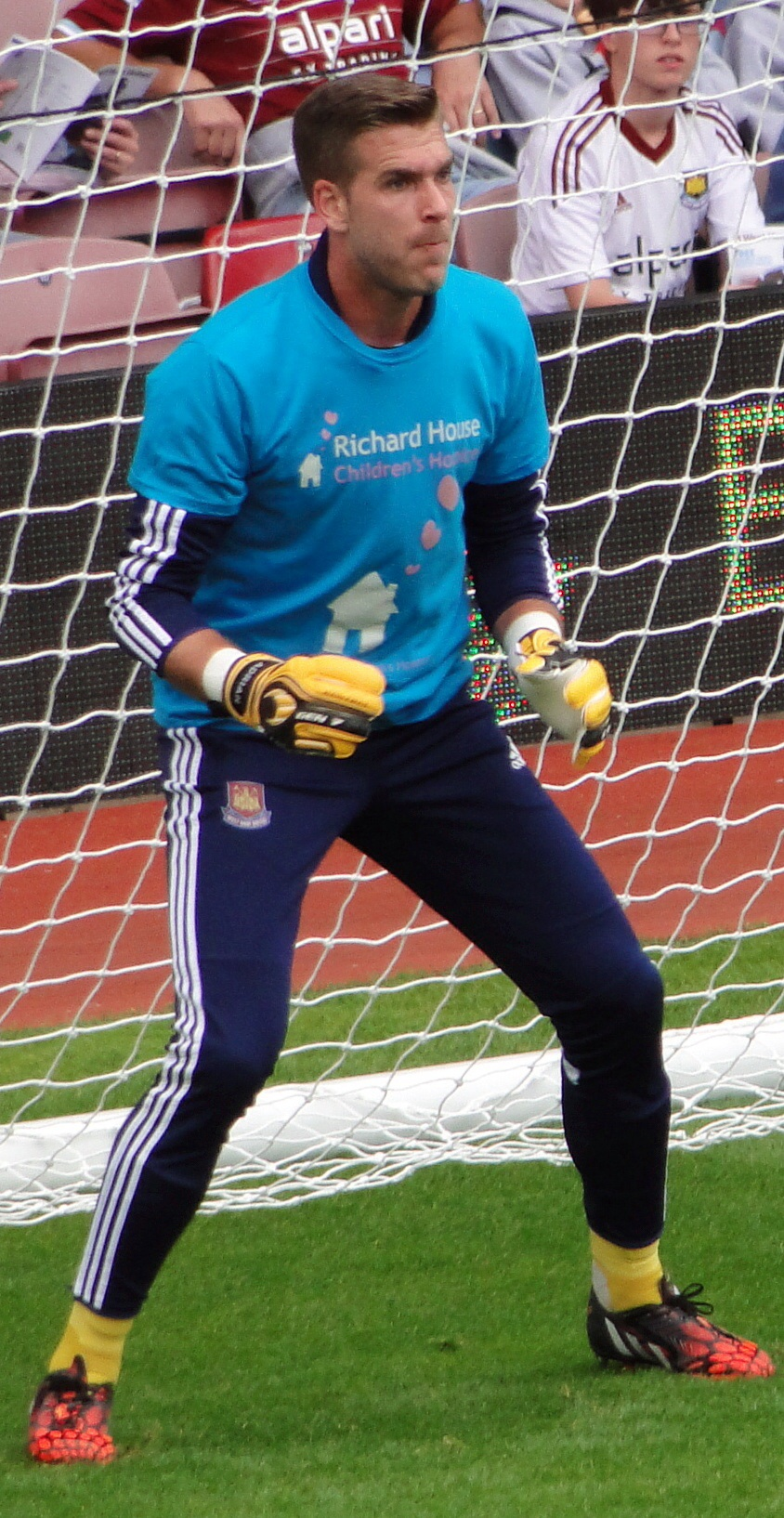
Adrián w 2014 roku.

5 czerwca 2013 ogłoszono, że od sezonu 2013/14 będzie występował w angielskim West Ham United. Zadebiutował 27 sierpnia 2013 roku w wygranym 2-1 meczu Pucharu Ligi Angielskiej z Cheltenham Town. 21 grudnia zadebiutował w Premier League podczas meczu z Manchesterem United. 11 stycznia 2014 roku zachował pierwsze czyste konto w starciu z Cardiff City. Swoimi dobrymi występami sprawił, że został wybrany drugim najlepszym piłkarzem Młotów sezonu. Został on pierwszym bramkarzem drużyny. 11 lutego 2015 roku dostał czerwoną kartkę w starciu ligowym z Southampton. W październiku 2015 roku podpisał nowy 2-letni kontrakt z klubem.

## Statystyki
Aktualne na dzień 26 stycznia 2020 r.
| 2006/07            | Real Betis C       | Regional Preferente | 13  | 0 | — | — | —  | — | — | — | 13  | 0 |
| 2007/08            | Real Betis C       | Regional Preferente | 10  | 0 | — | — | —  | — | — | — | 10  | 0 |
| 2007/08            | Real Betis B       | Segunda División B  | 3   | 0 | — | — | —  | — | — | — | 3   | 0 |
| 2007/08            | Alcalá (wyp.)      | Tercera División    | 5   | 0 | — | — | —  | — | — | — | 5   | 0 |
| 2008/09            | Real Betis B       | Segunda División B  | 14  | 0 | — | — | —  | — | — | — | 14  | 0 |
| 2008/09            | Utrera (wyp.)      | 1ª Andaluza         | 13  | 0 | — | — | —  | — | — | — | 13  | 0 |
| 2009/10            | Real Betis B       | Segunda División B  | 12  | 0 | — | — | —  | — | — | — | 12  | 0 |
| 2010/11            | Real Betis B       | Segunda División B  | 24  | 0 | — | — | —  | — | — | — | 24  | 0 |
| 2011/12            | Real Betis B       | Segunda División B  | 11  | 0 | — | — | —  | — | — | — | 11  | 0 |
| 2012/13            | Real Betis         | Primera División    | 32  | 0 | 0 | 0 | —  | — | — | — | 32  | 0 |
| 2013/14            | West Ham United    | Premier League      | 20  | 0 | 1 | 0 | 5  | 0 | — | — | 26  | 0 |
| 2014/15            | West Ham United    | Premier League      | 38  | 0 | 0 | 0 | 4  | 0 | — | — | 42  | 0 |
| 2015/16            | West Ham United    | Premier League      | 32  | 0 | 0 | 0 | 1  | 0 | 3 | 0 | 36  | 0 |
| 2016/17            | West Ham United    | Premier League      | 16  | 0 | 1 | 0 | 1  | 0 | 1 | 0 | 19  | 0 |
| 2017/18            | West Ham United    | Premier League      | 19  | 0 | 0 | 0 | 3  | 0 | — | — | 22  | 0 |
| 2018/19            | West Ham United    | Premier League      | 0   | 0 | 2 | 0 | 3  | 0 | — | — | 5   | 0 |
| 2019/20            | Liverpool          | Premier League      | 10  | 0 | 2 | 0 | 0  | 0 | 3 | 0 | 15  | 0 |
| Łącznie w karierze | Łącznie w karierze | Łącznie w karierze  | 272 | 0 | 6 | 0 | 17 | 0 | 7 | 0 | 302 | 0 |

## Osiągnięcia

### Liverpool
- Mistrzostwo Anglii: 2019/20
- Tarcza Wspólnoty: 2022
- Puchar Ligi Angielskiej: 2023/2024
- Superpuchar Europy UEFA: 2019
- Klubowe mistrzostwo świata: 2019